# Мельцер, Марк Ионович
Марк Ионович Мельцер (род. 22 октября 1945, Алма-Ата) — советский и российский спортсмен и тренер по боксу и кикбоксингу, Заслуженный тренер России (1995). 

## Биография
Занимался боксом с 16 лет в Евпатории. Около года работал с известным испанским тренером Педро Саэсом Бенедикто. Три года отслужил в армии, учился в Ейском военно-авиационном училище, но был отчислен по состоянию здоровья. Окончил Московский авиационный институт (1974) и заочно Государственный Центральный ордена Ленина институт физической культуры (1980).
Работает в качестве тренера с 1976 года. С 1976 по 1979 год работал вместе с Г. А. Кирштейном в городе Калининграде (ныне Королев), а затем, до 1992 года в СК «Боевые перчатки» ЦШВСМ (ныне МГФСО) с подростками и юношами.
В 1995 году был удостоен звания «Заслуженный тренер России», в 2008 году — звания «Ветеран труда». Под его руководством проходили подготовку заслуженные мастера спорта по боксу и кикбоксингу: Н. Рагозина, О. Васильева, Ф. Бокова, Ю. Абрамов, А. Погорелов; мастера спорта международного класса: чемпионка Европы С. Андреева, победительницы Кубка Европы М. Кривошапкина и Ю. Воскобойник, 5-кратная чемпионка мира среди боксёров-профессионалов З. Кутдюсова, победитель Кубка мира 2005, серебряный призёр Чемпионата мира 2005 и Чемпионата Европы 2006 Р. Романчук, победитель Первенства мира А. Димитренко, чемпион России среди боксёров-профессионалов А. Арсаев, чемпионка Европы 2010 года М. Семёнова, призёры чемпионата России О. Гурова, О. Лапеха.
В 1999 году был удостоен звания «Заслуженный работник физической культуры России».
Является основателем собственной школы бокса, а также спортивного комплекса и федерации спорта «КИТЭК».